# 林雅雯
林雅雯（英語：Vivian Lam Nga Man，1992年11月15日—），前香港亞洲電視兒童節目主持人，她是曾就讀於伊利沙伯中學舊生會中學，曾經之後在先修課程，畢業於臺灣國立政治大學公共行政學系。

## 節目主持（亞洲電視）
- 2001年至2007年：亞洲電視兒童台
- 2007年至2008年：有腦E班

## 外部連結
- 林雅雯 網誌（Xanga Blog） （页面存档备份，存于）